# Theridion helophorum
Theridion helophorum là một loài nhện trong họ Theridiidae.
Loài này thuộc chi Theridion. Theridion helophorum được Tord Tamerlan Teodor Thorell miêu tả năm 1895.